# الشعاثمة (كشر)

تعديل مصدري - تعديل

الشعاثمة هي إحدى قرى عزلة انهم الشرق بمديرية كشر التابعة لمحافظة حجة، بلغ تعداد سكانها 1136 نسمة حسب تعداد اليمن لعام 2004.